# Margites argenteus
Margites argenteus là một loài bọ cánh cứng trong họ Cerambycidae.